# Gideon Welles
Gideon Welles (Glastonbury, 1º luglio 1802 – Hartford, 11 febbraio 1878) è stato un politico e giornalista statunitense.

## Biografia
Fu il ventiquattresimo segretario della marina statunitense durante la presidenza di Abraham Lincoln e la presidenza di Andrew Johnson, rispettivamente 16º e 17º presidente degli Stati Uniti d'America.
Discendente da Thomas Welles, ed era figlio di Ann Hale e del commerciante e politico Samuel Welles, membro della convenzione che portò alla costituzione dello Stato del Connecticut.

### La carriera da giornalista e la carriera politica
Studiò alla Cheshire Academy continuando all'attuale Norwich University (all'epoca si trattava di un'accademia militare). Iniziò la sua attività di avvocato appassionandosi in seguito di giornalismo e diventando fondatore e direttore nel 1826 del Hartford Times and Weekly Advertizer, grazie al quale sostenne politicamente Andrew Jackson. Nel 1825 fu eletto alla Assemblea Generale del Connecticut e divenne Connecticut State Comptroller per lo stato del Connecticut. Sposò il 16 giugno 1835 Mary Jane Hale (nata il 18 giugno 1817), figlia di Elias Hale e Jane Mullhallan. Nel 1846 divenne il primo responsabile civile all'interno del Dipartimento della Marina degli Stati Uniti d'America, per il quale si occupò della fornitura di scorte e divise per i combattenti per il conflitto contro il Messico.
Coinvolto nel movimento antischiavista, appoggiò David Wilmot e la sua mozione all'interno della Camera dei rappresentanti degli Stati Uniti. A tale scopo promosse la causa abolizionista con lo pseudonimo di Welles sulle pagine del New York Evening Post e del giornale abolizionista The National Era. Strenuo oppositore del compromesso del 1850, denunciò l'emanazione del Fugitive Slave Act del 1850 sia sul terreno costituzionale, che politico e morale. Nella speranza che non avrebbe aderito alla linea politica del Partito Democratico, favorevole al compromesso del 1850, appoggiò la candidatura di Franklin Pierce alla Presidenza della Casa Bianca. Quando, una volta eletto, Pierce rimase fedele alla politica schiavista dei Democratici, e a seguito del Kansas-Nebraska Act del 1850, appoggiato dal suo giornale, Welles diede le sue dimissioni da editorialista, insieme al suo amico giornalista e politico John Milton Niles, e si unirono al Partito Repubblicano. Per sostenere i Repubblicani, Welles e Niles fondarono un nuovo giornale, l'Hartford Evening Press, del quale Welles divenne anche editore. Nel 1856 si candidò per l'elezione a Governatore del Connecticut per i Repubblicani, ma venne sconfitto da Alexander H. Holley.
Con l'elezione a Presidente di James Buchanan, Welles promosse una campagna giornalistica contro la sua politica, in particolare contro il ruolo avuto da Buchanan nella controversia filo-schiavista sorta con il caso Dred Scott contro Sandford e per l'appoggio all'insorgere della politica nativista. Diventato membro del Comitato Esecutivo del Partito Repubblicano, si concentrò sulla campagna per le elezioni presidenziali negli Stati Uniti d'America del 1860, patrocinando la pubblicazione e la diffusione a spese del partito del trattato abolizionista di Hinton Helper dal titolo The Impending Crisis of the South (1857).

### La nomina a Segretario della Marina
Con la vittoria repubblicana Welles guadagnò notevole popolarità tra le file dei Repubblicani, soprattutto nel New England, e ciò portò il neo eletto presidente Abramo Lincoln a nominarlo Segretario della marina statunitense il 4 marzo 1861. Quando Welles assunse l'incarico, la situazione della Marina dell'Unione era piuttosto critica, metà del suo corpo ufficiali rassegnò le dimissioni o venne congedato con disonore; inoltre la flotta dell'Unione era composta per gran parte di vascelli ormai inadeguati e non equipaggiati per il blocco navale progettato da Lincoln contro i porti della Confederazione; per questo motivo il nuovo Segretario si attivò rapidamente per implementare la flotta, inizialmente quella fluviale al servizio del Dipartimento del Tesoro per il blocco del traffico fluviale dei Confederati, in grado tuttavia di collaborare per azioni congiunte con il resto della Marina.
Grazie anche alla collaborazione di suo cognato, George Denison Morgan, mercante newyorchese che acquistò per suo conto 90 nuovi vascelli e del magnate del Massachusetts John Murray Forbes, che acquistò altre dieci navi, Welles ampliò considerevolmente la flotta unionista. L'operazione si avvalse anche della preziosa collaborazione dell'ex ufficiale di marina Gustavus Vasa Fox, suo Segretario di dicastero e di William Faxon, suo vecchio amministratore quando era editore dell'Hartford Evening Press.
Il suo programma di implementazione della Marina militare prevedeva anche la costituzione di un "Committee of Conference", un gruppo di esperti di tattica navale con il compito di studiare una strategia per attuare il blocco navale contro i Confederati. Grazie ai suggerimenti del "Committee" furono possibili la cattura del porto di Port Royal in Carolina del Sud il 7 novembre 1861 da parte dell'Ammiraglio Samuel Francis Du Pont, la vittoria nella battaglia di Fort Henry con la distruzione delle batterie di cannoni dei Confederati e, non ultimo, la cattura di Fort Donelson. 

### Gli anni dopo la guerra
Dopo la fine della Guerra di Secessione, Welles si dimostrò fedele alle linee politiche della Presidenza Lincoln, pur restando nei limiti del possibile fedele anche alle sue posizioni da Democratico. Si oppose alla totale concessione dei diritti civili in favore degli ex schiavi e fu un arduo sostenitore del potere legislativo e dell'autonomia dei singoli Stati americani.
Welles è anche noto per aver lasciato una voluminosa serie di diari e memorie che spaziano dal 10 agosto 1861 fino al 6 giugno 1869, lasciando importanti testimonianze sia del periodo bellico che di quello dell'Era della ricostruzione. Dopo il suo ritiro dalla politica con la fine della Presidenza di Andrew Johnson, il 4 marzo 1869, Welles fece ritorno ad Hartford, dove dimorò fino alla sua morte.